# Exochus zabus
Exochus zabus är en stekelart som beskrevs av Ian D. Gauld och Sithole 2002. Exochus zabus ingår i släktet Exochus och familjen brokparasitsteklar. Inga underarter finns listade i Catalogue of Life.